# Мацумото, Дзюн
Дзюн Мацумото (яп. 松本 潤 Мацумото Дзюн, р. 30 августа 1983 года, Токио, Япония) — японский актёр, певец. Мацумото снялся в многочисленных драмах и получил множество наград как актёр. Широко известны как Kimi wa Petto, Tokyo Tower, Shitsuren Chocolatier, Hana Yori Dango и 99.9 Criminal Lawyer.

## Биография
Дзюн Мацумото родился в Токио. Он является младшим ребёнком в семье. У него есть старшая сестра.
Выпустившись из начальной школы, в 1996 году в возрасте 12 лет он отправил заявление в агентство талантов Johnny & Associates. Через несколько недель ему позвонил лично президент компании Джонни Китагава и пригласил сразу на репетицию, а не на прослушивание. Из-за этого Мацумото сразу начали относить к «элите» агентства.
В 18 лет, в марте 2002 года, Мацумото окончил Хорикоси Гакуэн, школу, знаменитую такими своими выпускниками, как Кёко Фукада и Ай Като.
Мацумото близорук и, хотя из-за своей работы он носит контактные линзы, часто пользуется очками.

## Роли в кино
- 2014 — Шоколатье с разбитым сердцем (Shitsuren Chocolatier) — [ТВ-сериал] — Сота
- 2013 — Девушка на солнце (Hidamari no kanojo)
- 2013 — Песнь начинаний (Hajimari no uta) — [ТВ-сериал]
- 2012 — Счастливая семёрка (Lucky Seven) — [ТВ-сериал] — Токита Сюнтаро
- 2012 — Похищений больше не будет (Mou Yuukai Nante Shinai)
- 2010 — Любовь в радужном сиянии (Natsu no Koi wa Nijiiro ni Kagayaku) — [ТВ-сериал] — Кусукноки Тайга
- 2010 — Wagaya no rekishi
- 2010 — Saigo no yakusoku
- 2009 — Smile — [ТВ-сериал] — Бито Хаякава
- 2008 — Цветочки после ягодок. Финал (Hana Yori Dango Final) — Домёдзи Цукаса
- 2008 — Папочка, возьми мои ножки (Myu no Anyo Papa Ni Ageru) — Ямагути Хаято
- 2007 — Жёлтая слеза (Kiiroi Namida)
- 2007 — Бамбино! (Bambino!) — Бан Сёго
- 2007 — Я люблю мою младшую сестрёнку (Boku wa imoto ni koe wo suru) — Ёри Юки
- 2007 — Цветочки после ягодок второй сезон (Hana Yori Dango 2) — [ТВ-сериал] (Hana yori dango) — Домёдзи Цукаса
- 2005 — Цветочки после ягодок первый сезон (Hana Yori Dango) — [ТВ-сериал] (Hana yori dango) — Домёдзи Цукаса
- 2004 — Токийская башня (Tokyo Tower) — Кодзи
- 2003 — Мой любимец (Kimi wa petto) — Года Такэси
- 2003 — Yoiko no Mikata — Савада Син
- 2002 — Gokusen (Gokusen) — Савада Син
- 2001 — Kindaichi Shonen no Jikenbo 3 — Киндати Хадзимэ
- 1999 — Страшное воскресенье (Kowai Nichiyoubi)
- 1997 — Наше мужество (Bokura no Yuuki ~Miman Toushi~)

## Награды и номинации
| Год  | Организация                                    | Награда                       | Работа                | Присуждение |
| ---- | ---------------------------------------------- | ----------------------------- | --------------------- | ----------- |
| 2002 | 33-я Премия академии телевидения               | Лучший актёр второго плана    | Gokusen               | Победа      |
| 2005 | 47-я Премия академии телевидения               | Лучший актёр второго плана    | Hana Yori Dango       | Победа      |
| 2007 | 10-е Гран-при спортивной дорамы Никкан (зима)  | Лучший актёр второго плана    | Hana Yori Dango 2     | Победа      |
| 2007 | 53-я Премия академии телевидения               | Лучший актёр                  | Bambino!              | Победа      |
| 2007 | 11-е Гран-при спортивной дорамы Никкан (весна) | Лучший актёр                  | Bambino!              | Номинация   |
| 2008 | GQ Japan Men of the Year 2008 Awards           | GQ Man Of The Year Award 2008 | Серия Hana Yori Dango | Победа      |
| 2009 | 13-е Гран-при спортивной дорамы Никкан (весна) | Лучший актёр                  | Smile                 | Победа      |
| 2009 | 61-я Премия академии телевидения               | Лучший актёр                  | Smile                 | Номинация   |